# Sistema de partícules (programari)

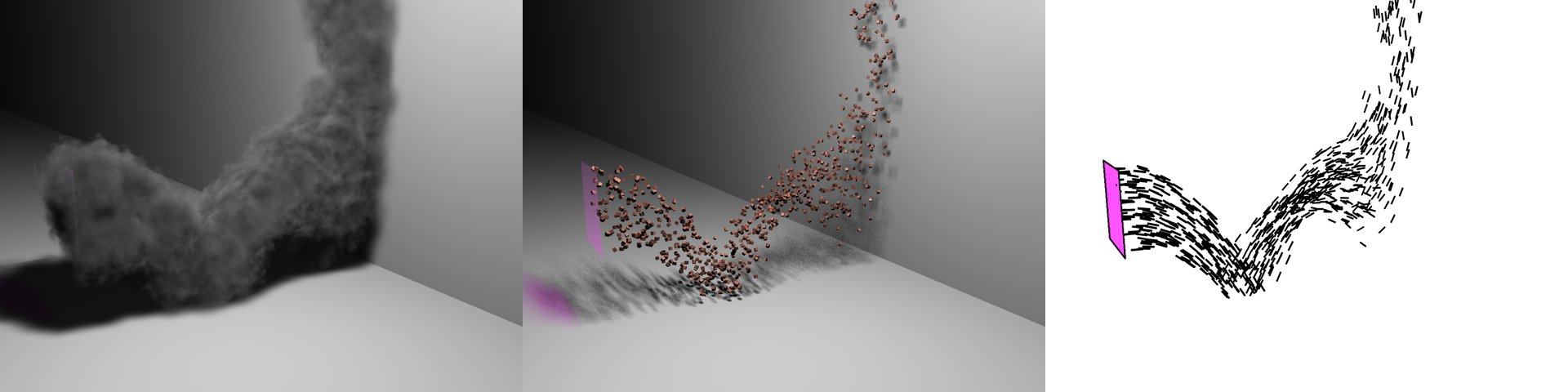
Sistema de partícules

Un sistema de partícules és una funció dels programes d'animació que permet animar una gran quantitat d'objectes. Aquest tipus de sistemes s'utilitzen per exemple per simular el comportament del fum, del foc o d'una explosió. El nom ve donat pel funcionament del software, consisteix en computar l'animació basant-se en el sistema de partícules de la mecànica clàssica.

## Funcionament
En els sistemes de partícules hi ha un emissor que expulsa partícules, i el moviment d'aquestes es pot veure influenciat per nombrosos paràmetres. Entre ells hi ha Velocitat d'expulsió, Esperança de vida, Amortiment (la partícula s'alenteix amb el temps), Quantitat de partícules en el sistema, Divisió de les partícules en una quantitat determinada i en un temps determinat (multiplicació), Comportament casual i Influències de la força sobre les partícules.
Les partícules són inicialment només elements lògics (a la dreta de la imatge), a les quals se'ls ha d'atorgar propietats gràfiques perquè siguin visibles. Per exemple, cada partícula es pot substituir per un objecte geomètric, amb la qual cosa és possible mostrar eixams o grups d'asteroides (al centre de la imatge). Amb la incorporació del material corresponent es poden utilitzar sistemes de partícules per mostrar fum, boira o foc (a l'esquerra).
Els sistemes de partícules més avançats poden reaccionar a altres objectes, que els poden atreure o repel·lir, o fins i tot contra els que poden rebotar (tipus de comportaments físics o basats en esdeveniments).
Amb la il·lustració dels camins de moviment de les partícules es poden representar pels, peluixos, superfícies d'herba o estructures similars.